# Mama Take Me Home
Mama Take Me Home, skriven av Matthews Green, Michael Clauss, är det bidrag som Rednex framförde i den svenska Melodifestivalen 2006. Bidraget slutade på sjätte plats.

## Singeln
Singeln släpptes den 13 mars 2006. På försäljningslistan för singlar i Sverige placerade den sig som högst på tredje plats. Melodin låg även i fem veckor på Svensktoppen 7 maj -4 juni 2006 , med en sjätte plats som bästa resultat innan den åkte ur .

### Låtlista
1. Mama, Take Me Home - 2:59
2. Mama, Take Me Home - (singbackmix) - 2:59

### Listplaceringar
| Lista (2006) | Topplacering |
| ------------ | ------------ |
| Sverige      | 3            |